# Myotis hosonoi
Myotis hosonoi — вид рукокрилих роду Нічниця (Myotis) родини Лиликові (Vespertilionidae).

## Опис
Кажан невеликих розмірів, з довжиною голови і тіла від 39 до 48 мм, довжина передпліччя між 32,6 і 35,6 мм, довжина хвоста від 30 до 35 мм, довжина стопи між 8 і 8,9 мм. Хутро м'яке, коричневого або червоно-коричневого забарвлення.

## Поширення, поведінка
Зустрічається тільки в Японії, де полюбляє селитись у гірських лісах центральних провінцій.